# Charlton Rafaela
Charlton Rafaela (né le 23 juillet 1977 à Willemstad) est un athlète néerlandais, spécialiste du 100 m.
Il termine 6e du relais 4 × 100 m lors des Championnats du monde 2005, avec ses coéquipiers Geronimo Goeloe, Jairo Duzant et Churandy Martina, en 38 s 45.